# Chicoutimi-Nord
Chicoutimi-Nord, ou anciennement Sainte-Anne de Chicoutimi, est un secteur de l'arrondissement Chicoutimi de la ville de Saguenay, au Québec (Canada). C'est une ancienne municipalité fusionnée à Chicoutimi depuis 1976.
Situé sur la rive nord de la rivière Saguenay, en face du centre-ville de Chicoutimi, Chicoutimi-Nord est le principal pôle urbain de la couronne nord de la ville de Saguenay. Détaché de Canton-Tremblay en 1893 pour former le village de Sainte-Anne de Chicoutimi, puis Chicoutimi-Nord en 1955, son histoire et son développement sont étroitement liés avec Chicoutimi et les différentes infrastructures de transport qui permirent un accès direct avec la rive sud du Saguenay. Assuré au départ par un service de traversiers et de ponts de glace l'hiver, puis par le pont de Sainte-Anne, la liaison entre Chicoutimi-Nord et Chicoutimi est aujourd'hui le rôle du Pont Dubuc.

## Croix de Sainte-Anne

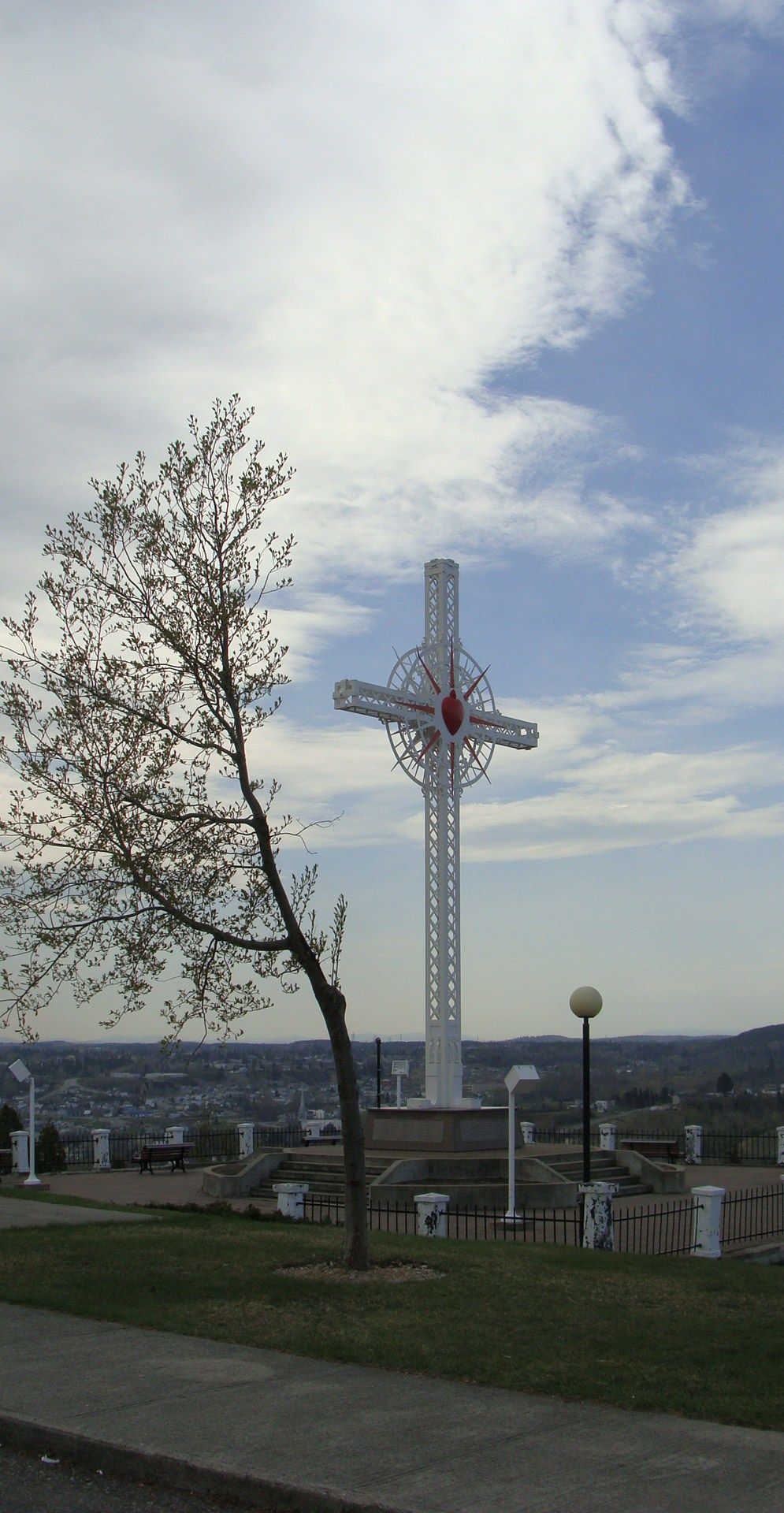
Croix de Sainte Anne

L'un des monuments les plus marquants sur le territoire de Chicoutimi-Nord est la Croix de Sainte-Anne. Cette dernière fut érigée et modifiée à plusieurs reprises pour diverses causes au cours de l'histoire.
Ce serait à cet endroit que le Grand feu de 1870, ayant ravagé une grande partie du Saguenay-Lac-Saint-Jean, se serait arrêté à la suite de la levée d'un fort vent d'est. La croix fut bénie également pour protéger les gens empruntant le traversier de Sainte-Anne à Chicoutimi, ainsi que pour rendre hommage aux combattants de la Première et la Seconde Guerre mondiale.

## Histoire

### Héraldique
| Comme le roc |
| ------------ |

| L'écu de Chicoutimi-Nord se blasonne ainsi : D'azur à l'étoile d'or, au rocher de sable bordé`d'argent mouvant de senestre d'une croix latine d'or et baigné par une onde d'argent ; au chef de gueules à l'abeille volante d'or. |

### Les «tireux de roches»
Étroitement lié à l'histoire de Chicoutimi-Nord, se trouve le récit des «tireux de roches». Prenant place à l'époque précédant la construction du Pont de Sainte-Anne, l'histoire raconte que les jeunes hommes du côté nord de la rivière, désabusés du fait que de jeunes prétendants provenant de Chicoutimi traversaient la rivière Saguenay dans le seul et unique but de courtiser les jeunes femmes de Chicoutimi-Nord, se seraient placés au sommet des falaises surplombant la rivière pour lancer des roches aux canots qui traversaient. Cette histoire fait d'ailleurs encore partie de la culture locale, un habitant de Chicoutimi-Nord étant encore de nos jours appelé «tireux de roches».